# Phương Lạp
Phương Lạp (giản thể: 方腊; phồn thể: 方臘; bính âm: Fāng Là, ?-1121) là lãnh tụ cuộc khởi nghĩa nông dân cuối thời Bắc Tống trong lịch sử Trung Quốc.

## Khởi binh
Phương Lạp là người thôn Yết người huyện Hấp, tỉnh An Huy, có thuyết cho là ở Thanh Khê, Mục Châu (nay là Thuần An, Hàng Châu, Chiết Giang).
Phương Lạp xuất thân nghèo khổ, tính tình hảo sảng, rất được lòng người, lại có tài tổ chức. Cuối thời Bắc Tống, nhân dân bị bóc lột nặng nề, đời sống khổ cực. Hoạn quan Đồng Quán lấy lòng Tống Huy Tông thích cây cỏ lạ, đá quý, sai Chu Miễn đi cướp bóc nhân dân Giang Nam cống nộp và chuyên chở hoa thạch cho vua, khiến nhân dân căm giận.
Phương Lạp nhân sự oán thán của dân chúng trong vùng bèn bí mật tập hợp những người không nghề nghiệp lại thành lực lượng riêng để chống lại triều đình. Lực lượng tập hợp bên cạnh Phương Lạp ngày càng lớn mạnh. Ông lợi dụng việc truyền bá Mani giáo (Minh giáo) để kêu gọi đa số nông dân nghèo khổ trong vùng nổi dậy khởi nghĩa.
Tháng 10 năm 1120 ở động Bang Nguyên, huyện Thanh Khê (nay là huyện Thuần An,tỉnh Chiết Giang), Phương Lạp cùng các thủ hạ nổi dậy chống nhà Bắc Tống. Ông lấy hiệu là Thánh công, lập ra triều đình riêng, đặt niên hiệu là Vĩnh Lạc, đặt ra các bậc quan lại, tướng soái, lấy màu khăn đội đầu để phân biệt. Từ khăn màu đỏ trở lên chia làm 6 bậc.

## Phát triển
Trong quân Phương Lạp không dùng cung tên, giáo mác, không mặc áo giáp, chỉ dùng quỷ thần huyền bí để khiến mọi người tin theo. Miền nam nhà Bắc Tống trải qua hòa bình nhiều năm, thấy chiến sự đều sợ hãi nghe lệnh đi theo Phương Lạp đến hàng vạn người.
Quân Phương Lạp đông đảo khá mạnh, tiến ra đánh chiếm Tức Khanh, giết chết tướng Quan Sát Đạo. Tháng 11 năm 1120, Phương Lạp vây hãm Thanh Khê, tới tháng 12 thì vây hãm Mục châu và Hàn châu. Không lâu sau Phương Lạp lại tiến về phía nam vây hãm Hoành châu, giết chết quận thú là Bành Nhữ Phương.
Thắng lợi ở Hoành châu, Phương Lạp tiến lên phía bắc đánh chiếm các huyện Tân Thành, Đồng Lô, Phú Dương, tiếp cận Hàng châu. Quận thú nhà Tống sợ hãi bỏ thành chạy.Ngày 29 tháng 12 Phương Lạp đánh chiếm Hàng châu, giết chết Chế trí sứ Trần Kiến và Kiêm phỏng sứ Triệu Ước, phóng hỏa thiêu cháy thành trong 6 ngày.
Trong lúc Phương Lạp liên tiếp giành thắng lợi thì trong triều, Vương Phụ giấu tin tức ngoài mặt trận không báo cáo lên khiến Phương Lạp ngày càng mạnh. Ở vùng Lan Khê, Linh Sơn, Phương Lạp được sự hưởng ứng của Ngô Bang ở huyện Phán, Lã Sư Nhương ở Tiên Cư, Trần Thập Tú ở núi Phương Nham, Thạch Sinh ở Tô châu, Lục Hành Nhi ở Quy An. Trong vùng ngày càng nhiều người quy tụ về Phương Lạp.
Phương Lạp đã thành lập chính quyền nông dân tại 6 châu 52 huyện thuộc 4 tỉnh Giang Tô, Chiết Giang, An Huy và Giang Tây, có ảnh hưởng rất rộng thời bấy giờ. Tục tư trị thông giám chép về khởi nghĩa Phương Lạp: "Phàm phá lục châu, ngũ thập nhị huyện, tường bình dân nhị bách vạn" (Đánh phá 6 châu 52 huyện, giết hại hai trăm vạn dân thường).

## Thất bại
Lực lượng Phương Lạp phát triển rầm rộ cuối cùng khiến Tống Huy Tông hay biết và rất lo lắng. Phó vận sứ Trần Đình Bá đề nghị điều binh lính kinh kỳ và quân cung nỏ thiện xạ đi trấn áp.
Tống Huy Tông vội hạ lệnh bãi bỏ việc tìm hoa thạch cương để bớt sự bất bình của dân chúng, rồi cử hoạn quan Đồng Quán làm Tuyên phù sứ Giang, Triết, Hoài Nam, lãnh trách nhiệm tổng chỉ huy cùng Đàm Trinh cầm 15 vạn cấm quân cùng quân từ các vùng Tần, Tấn, Phiên, Hán đi đánh Phương Lạp. Đi cùng Đồng Quán đánh dẹp Phương Lạp còn có quân đội của Vương Uyên và Hàn Thế Trung, Lưu Quang Thế. Quân Tống vượt Trường Giang, chia binh giữ Kim Lăng, Trấn Giang, rồi chia làm 2 đạo, một sang Đông tăng viện cho Tú Châu, một sang phía Tây tiếp viện cho Hấp Châu.
Tháng giêng năm 1121, Phương Lạp lệnh cho Phương Thất Phật mang 6 vạn quân đến đánh Tú châu. Vương Tử Vũ giữ thành cố thủ, Phương Thất Phật không đánh được. Không lâu sau viện binh của Đồng Quán kéo đến, trong ngoài cùng giáp công đánh Phương Thất Phật thua to, bị giết 9000 người. Phương Lạp rút về cố thủ ở Hàng châu.
Tháng 2 năm 1121, quân Đồng Quán kéo đến bờ sông Thanh Hà, hai cánh quân áp sát lại giáp công. Phương Lạp thua to, thiêu hủy cả quan phù, kho tàng và bỏ chạy trong đêm đó.
Tháng 4 năm 1121, Phương Lạp thua trận cuối cùng, 7 vạn quân bị giết. Quân Tống đánh đến động Bang Nguyên, bắt sống Phương Lạp cùng vợ, hai con trai và các thuộc hạ do Phương Phì đứng đầu gồm 52 người.
Đến ngày 24 tháng 8 năm 1121, ông cùng các tướng lĩnh đều bị xử tử. Phương Lạp trước sau xưng hiệu được 7 tháng, không rõ bao nhiêu tuổi.
Dù Phương Lạp chết nhưng các thủ hạ vẫn tiếp tục chống lại triều đình khiến các tướng nhà Tống phải đánh dẹp mãi tới tháng 3 năm 1122 mới hoàn thành. Sau khi lực lượng Phương Lạp bị dẹp, Tống Huy Tông lại phát lệnh bắt dân tìm nộp hoa thạch như trước.

## Ảnh hưởng
Mặc dù khởi nghĩa Phương Lạp thất bại, nhưng nhân dân một số địa phương thuộc huyện Hấp và Thuần An vẫn kính trọng vị lãnh tụ của cuộc khởi nghĩa nông dân. Tên của Phương Lạp được đặt cho một số địa danh, đến nay một số địa phương còn có động Phương Lạp, trại Phương Lạp.

## Trong văn học
Phương Lạp được nhắc đến trong tiểu thuyết Hậu Thủy hử của Thi Nại Am và La Quán Trung. Trong những hồi cuối cùng của tác phẩm, sau khi nhận chiêu an của triều đình, Tống Giang (tức Tống Công Minh lĩnh ấn tiên phong đánh dẹp Phương Lạp. Lực lượng của Phương Lạp cũng chính là lực lượng đầu tiên gây tổn thất và là tổn thất nặng nề cho các anh hùng Lương Sơn Bạc. Nhiều anh hùng tên tuổi của Lương Sơn đã tử trận vì quân Phương Lạp như Tần Minh, Sử Tiến, Trương Thanh, Đổng Bình, Vương Anh, Hỗ Tam Nương, Nguyễn Tiểu Nhị, Nguyễn Tiểu Ngũ… Trong hơn 100 người ra trận chỉ còn 27 người trở về. Cuối cùng, Phương Lạp bị Lỗ Trí Thâm bắt được trên đường chạy trốn và bị mang về kinh xử tử. Những chi tiết này hoàn toàn không có trong lịch sử do quân Phương Lạp không phải thất bại dưới tay quân Lương Sơn Bạc.
Phương Lạp cũng được nhắc đến trong tiếu thuyết Ỷ Thiên Đồ Long Ký với vai trò giáo chủ của Minh giáo.
Tháng 1 năm 2005, nhà sách Tam Liên Thượng Hải đã xuất bản cuốn tiểu thuyết Phương Lạp và Tống Giang do Vương Nhất Lỗ biên soạn.